# Runca
Runca es un caserío de la comuna de Máfil, ubicada en la parte sureste de la comuna.
Aquí se encuentra la Escuela Rural Runca.

## Hidrología
Runca se encuentra al sur del río Pichoy.

## Accesibilidad y transporte
Folilco se encuentra a 9,5 km de la ciudad de Máfil a través de la Ruta T-347.